# Polypodiodes pinnatifida
Polypodiodes pinnatifida là một loài dương xỉ trong họ Polypodiaceae. Loài này được H.C.Pande & P.C.Pande mô tả khoa học đầu tiên năm 2002.
Danh pháp khoa học của loài này chưa được làm sáng tỏ. 